# 达渝城际铁路
达渝城际铁路是中華人民共和國四川省建设中的铁路，大致连接四川省达州市地区与重庆市渝北区，走向“达州—大竹—邻水—重庆”。该铁路如果建成，将会加快成渝经济区的发展，同时加快达州以及川东北地区与重庆的交流与发展速度。然而，达渝城际铁路的走向爭議在2015年引起了邻水保路事件。
10月13日，国家发改委官网发布《关于成渝地区城际铁路建设规划（2015～2020年）的批复》，根据上述批复文件后附的《成渝地区城际铁路规划建设项目表（2015-2020 年）》，作为成渝地区城际铁路的骨架网项目，达渝城际铁路的区段为达州-邻水-重庆（含广安支线）。达渝城际铁路并未单纯选择此前规划的东线或西线方案，而是在规划经过邻水县的东线方案基础上，另含广安支线。

## 2015年邻水铁路事件
2015年邻水铁路事件，又稱鄰水保路運動，是2015年5月16日發生在中華人民共和國四川省鄰水縣的群體性事件，起因是由於月初邻水县隶属的廣安市政府當局在广安已有通往成都、重庆和达州等地铁路的情况下強行修改達渝城際鐵路的規劃經過廣安市区而引起。官方报道称有68人受伤，无人死亡。

### 背景
邻水县原屬達縣地區，广安县属南充地区。广安县是当时中国领导人邓小平的出生地。与毛泽东的出生地——韶山市类似，广安县的行政地位得到提升，于1993年设立广安地区（後改稱廣安市），邻水县并入。併入之前，邻水人口比廣安多，經濟也較廣安發達，但在此後20年中，廣安當局對下轄區縣吸血式掠奪以發展廣安，造成鄰水縣群眾強烈不滿。此次事件為導火索，終致爆發了反抗廣安當局的騷亂，後被廣安當局從廣安派出裝甲車及三四千名特警维持治安，部分來自廣安市的警察被指对示威者有暴力行动。

### 经过
5月12日大竹县宣传部官微转发了一条信息，即达州市交通运输局5月11日回复网友咨询时明确表示，达渝城际铁路的路线为达州-大竹-邻水-重庆，即东线方案。30日，廣安一名市民在市政府官網「市長信箱」欄目留言，詢問「達（達州）渝（重慶）城際鐵路」的規劃問題。廣安市發改委於本月7日回覆稱，市政府只接受途經廣安的西線方案，而非專家建議途經大竹縣和鄰水縣的東線方案。广安市发改委、达州市政府的答复截然相反，引起鄰水縣居民不滿。5月12日晚8时，大量邻水居民聚焦在黄桷树公园附近签名，希望达渝铁路能选择东线方案。16日上午上万民民众自发在县城聚集，呼喊“铁路铁路”、“四川雄起”等口号，表达铁路过境诉求。当日上午现场秩序井然，气氛融洽。
但廣安當局其後派出特警進駐鄰水縣，随后武警与民众发生冲突。有民众用石块攻击武警，同时武警有围殴民众的情形。但是具体哪一方先动手，众说纷纭。騷亂持續至周六深夜，多輛警車被砸毀、推翻甚至縱火，最後燒剩車架。邻水县政府情况通报显示，当晚9点30分，部分人群开始冲击民警警戒方阵、冲入沪蓉高速公路匝道，并烧毁一辆救护车辆和两辆社会车辆，造成30余名干部民警和38名围观群众受伤。
网络传言则称3万人上街，并造成3人死亡、逾100人受伤。

### 后续
5月18日，邻水县人民政府发布事件情况通报及《致全县人民的一封信》，指事件已得有效控制，部分民警和群众受伤，无人死亡。公开信认为，此事件是被少数人利用，使本有秩序的群众聚集活动性质恶化。5月17日，四川省发改委网站刊登四川省铁路建设办公室通告，达渝城际铁路处于前期研究阶段，为中长期规划项目，尚未纳入省级和国家规划。
2015年9月21日，国家发改委下发关于成渝地区城际铁路建设规划的批复，规划中显示达渝城际铁路经过邻水，此外还有一条通往广安的支线。该文于10月13日在国家发改委官网发布
2016年底，已列入重庆市“十三五”发展规划。